# Francesco Raffaele Curzio
Francesco Raffaele Curzio (Turi, 23 dicembre 1822 – Firenze, 7 febbraio 1901) è stato un patriota, poeta e politico italiano.

## Biografia
Francesco Raffaele Curzio nacque a Turi dall'avv. Francesco Curzio e dalla madre Celeste Giannini. Dal padre carbonaro ricevette i primi elementi dell'educazione ed i sentimenti di amor patrio e di libertà. Francesco completò la sua educazione a Napoli; innamorato dei pensieri mazziniani, passò ben presto dal campo teorico a quello pratico. Amico fraterno dei democratici Carlo Cattaneo, Giovanni La Cecilia, Giovanni Nicotera e Rosolino Pilo, partecipò al movimento che doveva portare all'unificazione nazionale. L'unione nazionale fu l'idea fissa di Francesco Raffaele Curzio. A Napoli, nel 1847, cooperò all'organizzazione dei moti anti-borbonici, in pieno accordo con Aurelio Saliceti. Il 7 novembre 1849, con l'imputazione di provocazione a sovvertire la forza del governo, venne condannato in contumacia a diciannove anni di carcere duro e dovette riparare in Svizzera, dove collaborò con Carlo Cattaneo. Nonostante l'esilio, mantenne le relazioni con gli amici cospiratori e scrisse articoli su giornali e riviste. Visse tra Genova e la Toscana, Torino e Parigi, svolgendo azioni sovversive.
Il 5 maggio 1860 si imbarcò con la spedizione dei Mille. Animato da uno spiccato fervore combattivo, fu nominato Capitano di Stato Maggiore e strinse una fraterna amicizia con i pugliesi Nicola Mignogna, Giuseppe Fanelli, Vincenzo Carbonelli, Cesare Braico, Filippo Minutilli e Moisè Maldacea. Combatté valorosamente a Calatafimi e a Palermo, dove fu ferito in un'azione insieme a Nino Bixio e a Benedetto Cairoli, sull'Aspromonte e al Volturno. Ritornò poi con Garibaldi e si stabilì a Torino agli ordini del generale Giuseppe Sirtori.
Annullata, per motivi di incompatibilità, la nomina di Giuseppe Raffaele Del Drago a deputato al Parlamento nel collegio di Acquaviva delle Fonti, Curzio ne prese il posto nel gennaio del 1862. In Parlamento fu con i progressisti e si batte per i diritti civili delle popolazioni più diseredate.
Oltre agli impegni parlamentari, fu poeta prolifico. Le sue composizioni sono incentrate sullo stato civile e sociale; si tratta di scritti dallo stile spesso rude ed impetuoso, che meritarono le lodi di Francesco De Sanctis ... perché dense di pensiero e ispirazioni profetiche. Gli scritti politici riscossero il consenso e l'ammirazione di Giovanni Bovio.
Fece parte della Commissione istituita nel dicembre 1861 per redigere il primo elenco dei Mille che sbarcarono a Marsala l'11 maggio 1860. La Commissione era composta dai generali Vincenzo Giordano Orsini, Francesco Stocco e Giovanni Acerbi, dai colonnelli Giuseppe Dezza, Guglielmo Cenni, Benedetto Cairoli e Giorgio Manin, dai maggiori Luigi Miceli, Antonio Della Palù, Giulio Emanuele De Cretsckmann, Francesco Raffaele Curzio e Davide Cesare Uziel e dai capitani Salvatore Calvino e Achille Argentino. La Commissione rilasciò delle autorizzazioni a fregiarsi della medaglia decretata dal Consiglio civico di Palermo il 21 giugno 1860 per gli sbarcati a Marsala. Un altro giurì d'onore riesaminò i titoli dei componenti la spedizione e il Ministero della Guerra pubblicò un nuovo "Elenco dei Mille di Marsala" nel bollettino n.21, nell'anno 1864, in base al quale furono concesse le pensioni. Sulla base del secondo elenco fu redatto in modo definitivo il documento pubblicato sulla Gazzetta Ufficiale del Regno d'Italia del 12 novembre 1878.
Nell'elenco ufficiale dei partecipanti all'impresa, lo si trova al numero 346.

## Massoneria
Massone, membro del Grande Oriente d'Italia nel 1864, nel 1867 fu tra i fondatori della Loggia Universo di Firenze e fu eletto primo Gran sorvegliante; dieci anni più tardi fu membro della Loggia La Concordia, sempre a Firenze, e nel 1880 fu eletto Maestro venerabile della Loggia Scienza e Lavoro, ancora a Firenze; nel 1870 fu eletto membro del Consiglio dell'Ordine del Grande Oriente d'Italia e fu membro del Supremo consiglio del Rito scozzese antico e accettato.